# Tingewick
Tingewick – wieś w Anglii, w hrabstwie Buckinghamshire, w dystrykcie (unitary authority) Buckinghamshire. Leży 83 km na północny zachód od centrum Londynu. W 2001 miejscowość liczyła 1079 mieszkańców.